# 施韦德尔巴赫
施韦德尔巴赫是德国莱茵兰-普法尔茨州的一个市镇。总面积8.40平方公里，总人口1006人，其中男性509人，女性497人（2011年12月31日），人口密度120人/平方公里。